# ホセ・フアン・マシアス
ホセ・フアン・マシアス・グスマン（José Juan Macías Guzmán, 1999年9月22日 - ）は、メキシコ・ハリスコ州グアダラハラ出身の元サッカー選手。現役時代のポジションはFW。

## クラブ経歴
2011年に地元のCDグアダラハラのユースアカデミーに入所。2017年にトップチームに昇格。同年7月16日のカンペオン・デ・カンペオーネスでのUANLティグレス戦でプロデビュー。8月10日のコパMXのFCフアレス戦で、プロ初ゴールを記録。2017-18シーズンは国内リーグリーガMXで16試合3ゴールを記録。早速『メキシコの超新星ストライカー』として注目を集める。翌2018-19シーズンは、2019年1月にクラブ・レオンにローン移籍。加入後得点能力が開花し、18試合10ゴールとゴールを量産。同年11月にはセビージャFCからの関心が報じられた。2020年1月にCDグアダラハラに復帰。2020-21シーズンは自己最多の12ゴールを決めた。
2021年7月5日、ヘタフェCFに買取オプション付きのローン移籍で加入したことが発表された。
2024年6月23日、サントス・ラグナに移籍した。

## 代表経歴
2017年よりユース世代のメキシコ代表でプレー。2018年にU-20代表でCONCACAF U-20選手権に出場し、準優勝に貢献。同年にはトゥーロン国際大会にも出場。2019年には2019 FIFA U-20ワールドカップに出場。同年10月にフル代表初招集。3日のトリニダード・トバゴ戦で代表初出場を果たし、ゴールも決めた。